# قلعه رکن‌آباد
قلعۀ رکن‌آباد مربوط به دوره قاجار است و در ابرکوه، صحرای رکن آباد واقع شده و این اثر در تاریخ ۷ اسفند ۱۳۸۶ با شمارهٔ ثبت ۲۱۷۱۰ به‌عنوان یکی از آثار ملی ایران به ثبت رسیده است.